# Brian Little
Brian Little (* 25. November 1953) ist ein englischer Fußballmanager und ehemaliger Spieler.

## Leben
Als Spieler war Brian Little ausschließlich für Aston Villa auf dem Platz. Er bestritt 247 Ligaspiele, schoss 60 Tore und lief 1975 für ein einziges Länderspiel für England auf. Als Spieler gewann er 1975 und 1977 zweimal den Football League Cup.
Als Manager war er für die Wolverhampton Wanderers und Darlington verantwortlich, bevor er eine Stelle bei Leicester City annahm. Während seiner Trainerzeit sicherte er dem Verein 1994 den Aufstieg in die Premier League, indem er die Play-offs gewann. Er wechselte anschließend zurück zu Aston Villa, wo er 1996 den Football League Cup gewann. Später war er Trainer von Stoke City, West Bromwich Albion, Hull City, Tranmere Rovers, Wrexham, Gainsborough Trinity und Jersey.

## Spielerkarriere
Als Brian Little im Mai 1969 die Schule verließ, unterschrieb er bei Aston Villa, der in der folgenden Saison zum ersten und einzigen Mal in seiner Geschichte in die dritte Liga abstieg. Er spielte eine komplette Saison für die Jugendmannschaft. Anschließend gab er am 30. Oktober 1971 sein Debüt in der 1. Herren-Mannschaft des Vereins. In der laufenden Saison hatte er nur zwei Einsätze, aber entscheidende Einsätze. In der Saison 1973 bis 1974 stieg Villa wieder in die zweite Liga auf und er war regelmäßiger Spieler der ersten Mannschaft. Er bestritt 247 Spiele für den Verein und schoss 60 Tore. Im Jahr 1975 absolvierte er einen Länderspieleinsatz für England. Mit der Mannschaft von Villa Aston gewann er den Ligapokal 1975 und 1977. Seine Spielerkarriere endete 1980, als er im Alter von 26 Jahren wegen einer Knieverletzung in den Ruhestand ging. Im Vorjahr war bereits ein angeborener Wirbelsäulendefekt diagnostiziert worden, sein geplanter Transfer zu Villas Lokalrivalen Birmingham City wurde abgesagt. Als Stürmer hatte er eine besonders produktive Partnerschaft mit Andy Gray. Little gilt in Villa Park als einer der ganz Großen aller Zeiten und wurde 2007 zu einem der 12 Gründungsmitglieder der Aston Villa Hall of Fame ernannt.

## Trainer- und Managerkarriere
Obwohl seine Spielerkarriere beendet war, blieb Brain Little als Trainer der Jugendmannschaft von Aston Villa bis Manager Tony Barton im Sommer 1984 entlassen wurde. Little wurde daraufhin Trainer der ersten Mannschaft der Wolverhampton Wanderers F.C.

### Wolverhampton Wanderers
Brian Little wurde am 31. August 1986 als Nachfolger von Sammy Chapman zum Interimsmanager der Wolverhampton Wanderers ernannt. Seine Ernennung erfolgte, nachdem drei aufeinanderfolgende Abstiege den Verein von der Football League First Division in die Football League Fourth Division geführt hatte. Er sorgte für einen stabilen Start in die Saison 1986–87 im englischen Fußball, bevor Graham Turner 36 Tage später zum Trainer ernannt wurde.

### Middlesbrough
Kurz nachdem er Wolverhampton verlassen hatte, wurde Little vom Middlesbrough-Manager Bruce Rioch als Trainer der ersten Mannschaft rekrutiert. Brain Little war ein wichtiger Teil des Trainerstabs, als sich Middlesbroughs Position verbesserte, nach zwei aufeinanderfolgenden Aufstiegen waren sie in der Saison 1988–89 im englischen Fußball in der First Division. Noch im Februar der laufenden Saison verließ Little den Verein und wurde Manager von Darlington F.C.

### Darlington
Darlington war Tabellenletzter in der Football League Fourth Division.
Brian Little konnte den Abstieg in die National League nicht verhindern, aber sie stiegen auf Anhieb wieder in die Liga auf. Die Saison 1990/91 brachte Little und Darlington mehr Erfolg, als sie die Meisterschaft der vierten Division gewannen. Dies rückte Brain Little in den Fokus größerer Vereine.

### Leicester City
Ab Juni 1991 bis November 1994

### Aston Villa
Nach der Entlassung von Ron Atkinson kehrte Brain Little im November 1994 nach Aston Park zurück.
Während er Trainer war, förderte er junge Spieler, unter ihnen Mark Bosnich und Ugo Ehiogu.
In der Saison 1995/96 gewann der Verein den Football League Cup gegen Leeds und sicherte sich die Teilnahme am UEFA Cup, wo sie in der ersten Runde gegen Schweden verloren.
Im Mai 1998 unterschrieb Brian Little bei Stoke City.